# Godefridus Cornelisz Udemans
Godefridus Cornelisz Udemans (1581-1649 ) était un ministre réformé néerlandais, qui fut avec Willem Teellinck l'un des fondateurs du mouvement de la Réforme Nadere, souhaitant donner à la vie ecclésiale de la République néerlandaise un caractère puritain.

## Biographie
Godefridus Cornelisz Udemans était le fils de Cornelis Udemans, qui a participé à la fondation de l'Église réformée de Bergen et a publié plusieurs poèmes.
Il a étudié la théologie à Leyde et en 1599 à un très jeune âge (17 ou 18 ans) puis est devenu prédicateur à Haamstede, sur l'île de Schouwen, en Zélande. En 1602, il a été appelé par la plus grande ville de l'île, Zierikzee, mais il a fallu attendre  1604 – en raison de la résistance de la municipalité de Haamstede – avant qu'il puisse effectivement devenir pasteur dans cette ville, où il a continué à travailler jusqu'à sa mort en 1649.
Il a occupé plusieurs postes importants dans l'Église réformée. Il fut assesseur (deuxième président) du Synode de Dordrecht à partir de 1618/1619 et s'impliqua à plusieurs reprises dans la construction de nouvelles congrégations réformées. En 1617 et 1618, par exemple, il était l'un des ministres contre-remontrants qui présidait temporairement le Kloosterkerk à La Haye, après que le prince Maurits eut fait valoir que la prédication des remontrants n'avait plus le droit exclusif dans cette ville.
En 1630 et de juillet 1631 à mars 1632 il fut à nouveau « prêté » par l'église de Zierikzee, cette fois à Bois-le-Duc qui, conquise par Frederik Hendrik l'année précédente. En 1648, après la conclusion du Traité de Münster, il présida la « Grande Assemblée » qui devait déterminer la structure organisationnelle de l'Église réformée dans la Meierij d'Hertogenbosch.
Udemans était un ami du célèbre poète et homme politique Jacob Cats, qui a publié plusieurs poèmes dans des livres du prédicateur Zierikzee.

## Opinions
Ses opinions se réfèrent toujours à un grand nombre de Pères de l' Église et de théologiens de la Réforme.

### Piétisme
En plus de son travail pour l'église, Udemans était un écrivain prolifique et très influent de la littérature de dévotion, à l'époque où le piétisme puritain fut « progressivement instillé » dans la communauté néerlandaise réformée, à commencer par la province de Zélande, par des traductions d'auteur anglais dans un premier temps, puis par des auteurs locaux, la querelle entre arminiens et gomaristes contribunat à crisalliser une identité protestante forte. Ces écrits ont eu une influence importante en Allemagne du Nord. Godefridus Cornelisz Udemans faisait partie de ceux qui ont popularisé l'idée de résurrection dans le contexte protestant et qui prévoyaient un retour proche du Christ sur terre.

### Éthique du travail et du capitalisme
Fondateur de l'éthique du travail protestante, qui selon la thèse du sociologue Max Weber, a apporté une contribution importante à l'émergence du capitalisme, il a exposé ses vues puritaines et a donné des prescriptions détaillées pour la vie quotidienne.
Partisan un mode de vie austère et d'une stricte observance du dimanche, il est surtout connu pour ses livres sur l'éthique des affaires dans lesquels il a essayé de tester la vie économique par rapport à ce qu'il croyait que la Bible en avait écrit. En particulier, son livre de 1638 contient des centaines de pages de réflexions sur le profit, l'esclavage et la conclusion de traités avec des non-chrétiens. Il s'opposait au fait de collecter des richesses comme une fin en soi et considérait que le profit réalisé grâce au commerce n'était un signe de la bénédiction de Dieu, que si l'argent ainsi gagné était aussi dépensé pour la gloire de Dieu.

### Esclavage
Les théologiens néerlandais qui condamnaient l’esclavage, parmi lesquels des pasteurs éminents de la Zélande, fondaient souvent leur conception sur le huitième commandement de la Bible. Comme son contemportain Georgius de Raad, également disciple de Voetius et pasteur dans la seconde moitié du XVIIe siècle dans des villes qui deviendront au siècle suivant importantes pour le commerce des esclaves, il a souligné que les esclaves sont également créés à l'image de Dieu, ne peuvent être vendus, et doivent bénéficier du statut de l'Engagisme.
Dans un vademecum publié en 1640 pour les marchands et les marins,, confrontés à l'arrivée de Noirs pris par les pirates sur les navires négriers espagnols et portugais, il détaillé ses vue sur l'esclavafe. L'ouvrage "The Spiritual Rudder of the Merchant Ship" est aussi consacré au colonialisme, et à la guerre de course dans les colonies. Il a été publié à la demande de VOC et WIC. Basé sur la Bible, Grotius, et des théologiens comme Augustin, il estime que l'expansion maritime hollandaise et la Réforme coïncident, avec pour but commun de prêcher l'évangile. Il a estimé que les païens faits prisonniers de guerre ne pouvaient être vendus comme esclaves que dans des cas précis: « les païens et les Turcs » peuvent être réduits en esclavage, « s'ils sont capturés dans une guerre juste » et à condition de leur donner une chance de pouvoir se convertir au christianisme et dans ce cas se voir appliqué le statut de l'engagisme, c'est-à-dire d'être libéré après sept ans de travail,, comme cela se faisait à plus grande échelle depuis quelques années dans les colonies françaises et anglaises.
L'esclavage doit être selon lui réservés aux païens, déjà victimes de l'esclavage spirituel de la superstition et de la sorcellerie. Tous ceux qui naissent chrétiens naissent libres, a aussi affirmé Udemans, selon qui en liberté, on peut « mieux servir Dieu ».
Selon lui, un chrétien n'a pas le droit de réduire en esclavage un autre chrétien : les esclaves ont le droit de fuir en cas de mauvais traitement et doivent être baptisés. puis libérés au bout de sept ans, doctrine qui amènera plus tard des propriétaires de plantations à retarder la conversion des esclaves puis même des pasteurs à refuser de baptiser des esclaves à qui ils enseignent pourtant le catéchisme. Le théologien invoque à ce sujet la Règle d'or de Matthieu: « Les esclaves fidèles, en particulier ceux qui deviennent de pieux chrétiens » doivent être émancipés après un certain temps, « afin qu'ils ne se découragent pas ».
Godefridus Cornelisz Udemans estimait aussi que les esclaves ne doivent pas être vendus aux Portugais ou aux Espagnols, en faisant notamment valoir que cela les exposerait au danger du catholicisme. Il défendait la même vision que le prédicateur de Beveland-du-Sud qui avait travaillé, dans les années 1640 pour la WIC à Saint-Eustache, île colonisée par la kamer (chambre) de Zélande de la Compagnie néerlandaise des Indes occidentales en 1636: Johannes de Mey. Ce dernier, pour qui « tous les humains partagent la même nature », s'opposait aussi aux arguments des marchands d'esclaves prétendant qu'il valait mieux vendre un esclave païen à un « papiste », afin qu'ils acquièrent au moins une certaine connaissance du christianisme.
L’opposant à l'esclavage « le plus célèbre et le plus cité par les historiens » était le prédicateur qui a longtemps officié à Middelburg, Bernard Smytielt, pour « ses centaines de sermons », dont celui estimant que « celui qui vole un homme à Dieu, certainement sera mis à mort ». Lui aussi ardent partisan de l'approfondissment de la Réforme protestante, adepte de la reptentance de ses fidèles, c'était « un adversaire obstiné de l’esclavage » pour qui « les esclaves étaient volés à leur pays », argument visant à considérer comme illégitimes les guerres menées par les négriers portugais pour s'en procurer.

### Guerre des cheveux
Udemans s'est également impliqué dans la « guerre des cheveux », débat sur la longueur des cheveux autorisée pour les hommes, aux côtés des partisans de cheveux courts. Il a aussi écrit plusieurs autres ouvrages mystiques sur la vie intérieure de la foi.

## Principaux écrits
- Christelijcke Bedenckingen, qui doit exercer quotidiennement une âme religieuse 1608
- Practijcke , Middelbourg 1612
- Corte ende duydelijcke Explication sur le Hooge-liedt Salomo , Zierikzee 1616
- Geestelick Compas , Dordrecht 1624 (deuxième édition)
- Ierusalems de la paix , Dordrecht 1627
- De Leeder van Iacob, c'est-à-dire Corte en naecte descriptionhe van densrecht wegh na den Hemel 1628 (réécrit par J. van der Haar, Dordrecht 1976)
- Hemels-Belegh , Dordrecht 1633
- Le dernier Basuyne , Dordrecht 1635
- Geestelijck Roer van `t Coopmans navire , Dordrecht 1638 ; un extrait de ce travail peut être trouvé sur Theologienet.nl
- A salich Nieuwe Iaer , Zierikzee 1640
- Absaloms-Hayr Dordrecht 1643